# Poliez-Pittet
Poliez-Pittet ist eine politische Gemeinde im Distrikt Gros-de-Vaud des Kantons Waadt in der Schweiz.

## Geographie
Poliez-Pittet liegt auf 743 m ü. M., 4 km ostsüdöstlich von Echallens und 12 km nordnordöstlich der Kantonshauptstadt Lausanne (Luftlinie). Das Haufendorf erstreckt sich auf einer Geländeterrasse auf der Nordabdachung der Höhen des Jorat, im östlichen Gros de Vaud, im Waadtländer Mittelland.
Die Fläche des 5,0 km² grossen Gemeindegebiets umfasst einen Abschnitt des höheren Waadtländer Mittellandes. Der Gemeindeboden reicht vom Tälchen des Baches Coruz nach Südosten über den Hang von Poliez-Pittet und den Hügel Bois Conti (834 m ü. M.). Die östliche Grenze verläuft entlang des Oberlaufs der Mentue. In einem schmalen Streifen erstreckt sich das Gebiet im Südosten in die ausgedehnten Wälder des Jorat und erreicht auf dem Mont des Lex mit 852 m ü. M. den höchsten Punkt von Poliez-Pittet. Von der Gemeindefläche entfielen 1997 7 % auf Siedlungen, 37 % auf Wald und Gehölze und 56 % auf Landwirtschaft.
Zu Poliez-Pittet gehören mehrere Einzelhöfe. Die Nachbargemeinden von Poliez-Pittet sind im Norden Montilliez, im Osten Jorat-Menthue, im Süden Froideville und im Westen Bottens.

## Bevölkerung
Mit 875 Einwohnern (Stand 31. Dezember 2023) gehört Poliez-Pittet zu den kleineren Gemeinden des Kantons Waadt. Von den Bewohnern sind 95,2 % französischsprachig, 1,8 % deutschsprachig und 1,1 % portugiesischsprachig (Stand 2000). Die Bevölkerungszahl von Poliez-Pittet belief sich 1900 auf 347 Einwohner. Nachdem die Bevölkerung bis 1970 auf 289 Personen abgenommen hatte, wurde wieder eine deutliche Bevölkerungszunahme mit einer Verdoppelung der Einwohnerzahl innerhalb von 30 Jahren verzeichnet.

## Wirtschaft
Poliez-Pittet war bis in die zweite Hälfte des 20. Jahrhunderts ein vorwiegend durch die Landwirtschaft geprägtes Dorf. Noch heute haben der Ackerbau und die Viehzucht eine wichtige Bedeutung in der Erwerbsstruktur der Bevölkerung. Weitere Arbeitsplätze gibt es im lokalen Kleingewerbe und im Dienstleistungssektor. In den letzten Jahrzehnten hat sich das Dorf zu einer Wohngemeinde entwickelt. Viele Erwerbstätige sind deshalb Wegpendler, die hauptsächlich in Echallens und im Grossraum Lausanne arbeiten.

## Verkehr
Die Gemeinde ist verkehrstechnisch recht gut erschlossen, obwohl sie abseits grösserer Durchgangsstrassen liegt. Die Verbindungsstrasse von Lausanne nach Thierrens verläuft rund 1 km vom Ortskern entfernt. Durch die Postautokurse, die von Echallens und von Froideville nach Thierrens verkehren, ist Poliez-Pittet an das Netz des öffentlichen Verkehrs angebunden.

## Geschichte
Auf dem Gemeindegebiet von Poliez-Pittet wurde bedeutende Reste aus der Römerzeit entdeckt, darunter die Fundamente einer römischen Villa. Im Erdreich wurden mehrere Statuetten (unter anderem eine Venus aus Bronze) gefunden. Die erste urkundliche Erwähnung des Ortes erfolgte 1230 unter dem Namen Pollie lo pitet. Der Ortsname geht auf den römischen Personennamen Pollius zurück.
Poliez-Pittet bildete im Mittelalter vermutlich mit Poliez-le-Grand ein gemeinsames Herrschaftsgebiet, das den Herren von Bottens unterstand. Später gab es mehrfach Besitzerwechsel. Nach den Burgunderkriegen kam Poliez-Pittet 1476 an die Vogtei Orbe-Echallens, die unter der gemeinen Herrschaft von Bern und Freiburg stand. Die Kirche wurde nach der Einführung der Reformation von Anhängern beider Konfessionen genutzt. Nach dem Zusammenbruch des Ancien Régime gehörte das Dorf von 1798 bis 1803 während der Helvetik zum Kanton Léman, der anschliessend mit der Inkraftsetzung der Mediationsverfassung im Kanton Waadt aufging. 1798 wurde es dem Bezirk Echallens zugeteilt.

## Sehenswürdigkeiten
Poliez-Pittet besitzt heute zwei Kirchen: Die katholische Kirche Sainte-Marie-Madeleine wurde 1914, die reformierte Pfarrkirche um 1920 erbaut. Im Zentrum des Dorfes steht der 1780 errichtete Uhrturm Turlet.